# Силадьи, Лилиана
Лилиа́на Сила́дьи (венг. Szilágyi Liliána; 19 ноября 1996, Будапешт) — венгерская пловчиха, призёр чемпионата Европы 2016 года, участница Олимпийских игр 2012 и 2016 годов.
Внучка трёхкратного олимпийского чемпиона по водному поло Дежё Дьярмати, дочь пловца Золтана Силадьи (род. 1967).

## Карьера
Победительница и дважды серебряный призёр чемпионатов Европы среди юниоров в 2011 и 2012 годах. Обладательница двух серебряных наград юниорского чемпионата мира 2013. Двукратная чемпионка юношеских Олимпийских игр 2014 на дистанциях 100 и 200 метров баттерфляем.
Участница Олимпийских игр 2012 и 2016 годов. Серебряный призёр чемпионата Европы. На домашнем чемпионате мира 2017 года в Будапеште Силадьи заняла 7-е место на дистанции 200 метров баттерфляем.
В декабре 2021 года Лилиана обвинила своего отца Золтана в абьюзивном поведении, которое началось ещё в детстве. Это касалось не только самой Лилианы, но и её матери Эстер. В сентябре 2022 года её отец подал на свою дочь в суд, обвиняя её в диффамации. У Лилианы также есть сестра Герда, которая осталась жить с отцом, после того как Лилиана и Эстер покинули его.